# Ngọ (họ)
Ngọ (chữ Hán: 午), là một họ của người Trung Quốc và Việt Nam.

## Họ Ngọ Việt Nam
Người Việt Nam mang họ Ngọ được ghi nhận trong lịch sử từ thời Lê trung hưng. Ngày nay, người mang họ Ngọ chủ yếu sinh sống tại tỉnh Bắc Giang.

## Người Việt Nam họ Ngọ có danh tiếng
- Ngọ Công Quế, võ quan thời Lê trung hưng, từng giữ chức trấn thủ Thái Nguyên, tước Phương quận công.
- Ngọ Duy Hiểu (sinh 1973), Phó Chủ tịch Tổng Liên đoàn Lao động Việt Nam
- Ngọ Văn Nhân, Phó Trưởng khoa, phụ trách Khoa Lý luận chính trị Đại học Luật Hà Nội
- Ngọ Văn Khuyến, Phó Vụ trưởng Vụ Đoàn thể Nhân dân, Ban Dân vận Trung ương Đảng
- Ngọ Minh Hiếu , Cầu Thủ Futsal